# أكمية رمادية زرقاء
أكمية رمادية زرقاء (الاسم العلمي:Aechmea caesia) هي نوع من النباتات تتبع جنس الأكمية من الفصيلة البروميلية.